# Sky City Mall
Sky City Mall - centrum handlowe zlokalizowane we wschodniej części stolicy Bułgarii Sofii, w dzielnicy Słatina. Znajduje się w pobliżu hotelu "Pliska" i zostało otwarte 19 września 2006.
Centrum dysponuje 26 000 m² powierzchni handlowej i 300 miejscami parkingowymi. Ma duże strefy rozrywki obejmujące dwupoziomową kręgielnię, kilka sal do bilardu, stoły do snookera, rzutki, kawiarenkę internetową i inne. Oferuje również wiele sklepów z odzieżą, obuwiem, biżuterią, meblami, terakotą, fajansu i wszelkiego rodzaju towarów. Znajdują się tu biura operatorów sieci komórkowych, banków, pralnia chemiczna, ślusarz i inne usługi.
Sky City mieści 105 różnych sklepów, a także hipermarket Fantastico i wiele butików.